# 給我巧克力！！
〈給我巧克力!!〉是BABYMETAL的數位音樂下載單曲，在2015年5月31日限定於英國發行。

## 概況
樂曲由TAKESHI UEDA（本名上田剛士，原搖滾樂團THE MAD CAPSULE MARKETS成員）作曲及編曲、MK-METAL與KxBxMETAL作詞。製作人是KOBAMETAL。2013年12月21日於幕張展覽館的「LEGEND "1997" SU-METAL聖誕祭」公演中首次演出了本曲。在日本放送的廣播節目《ゴールデンボンバー鬼龍院翔のオールナイトニッポン》中首播。之後收錄在2014年2月26日發行的首張專輯《BABYMETAL》中的第3首。因為此曲在歐美地區人氣甚高，YouTube點播數也是所有作品中最高的，BABYMETAL在2015年5月31日於英國地區發行了它的單曲。

## 音樂類型
融合J-POP、鞭擊金屬與鐵克諾音樂。。
副唱YUIMETAL與MOAMETAL兩人的擬聲和音是此曲特色之一，現場表演中包含引導觀眾合唱的設計。歌詞中的巧克力是此曲主題，描述少女為了保持身材控制飲食，但又禁不起巧克力的誘惑。

## 評論
美國全國性日報《今日美國》的專業樂評Brian Mansfield在標題為「Babymetal的音樂影片是有史以來最偉大的 - 還是最糟糕的？」專欄文章中評論：「Babymetal稱之為可愛金屬 - 一首混合死亡金屬、電子舞曲和甜美J-POP旋律的奇怪歌曲。他們的新單曲〈給我巧克力!!〉開始是個揚聲器般的失真男聲，接著電吉他和鼓像機槍一樣迅速襲來，快速的人聲唱著對巧克力的瘋狂熱愛。〈給我巧克力!!〉的音樂錄影帶看起來像某種怪異的動漫，成員穿著暗黑哥德的服裝、和穿著骷髏緊身衣的樂隊好像在玩耍一樣，三個女孩跳著複雜的舞蹈，手臂像風車般舞動，如他們在玩空氣吉他。在影片中的一個段落，因為Moametal和Yuimetal都圍著她跳舞，Su-metal擺了一個像麥琪拉·瑪隆妮的招牌表情。」。美國Fuse電視網將它列為有史以來九個最具實驗性的女團歌曲之一：「第一次聽到會覺得充滿了違和感，但你會發現自己沒多久就跟著哼起來了」。

## 音樂錄影帶
音樂錄影帶的導演是INNI VISION，影片內容是2013年12月21日在幕張展覽館「LEGEND "1997" SU-METAL聖誕祭」上的首演，2014年2月4日官方在YouTube上傳了短片，2月25日上傳完整影片。2015年4月16日負責歐洲發行市場的唱片公司RAL也在自己的YouTube官方頻道上傳此音樂錄影帶）。BABYMETAL官方在YouTube上傳音樂錄影帶第9天後即達成100萬次點擊，至2016年底的點播數是6400萬次、留言數達6萬多，成為全球關注的影片。同時也將影片收錄在專輯《BABYMETAL》日版與歐版首批限量的優惠DVD中。

## 現場表演
於2015年12月25日播出的朝日電視台節目「Music Station Super LIVE 2015」中表演了此曲。2016年4月5日在美國哥倫比亞廣播公司的脫口秀節目斯蒂芬•科爾伯特晚間秀現場演唱此曲，也成為第一組上此節目演唱的日本團體。此曲也曾使用在合作企劃上，2015年6月12日在英國金屬音樂節「Download Festival 2015」與DragonForce同台共演此曲，同年9月20日在日本的電音音樂節「ULTRA JAPAN 2015」與Skrillex同台共演此曲。

## 獎項與榮譽
- 美国「告示牌世界數位歌曲榜」第5名[2]
- 日本「告示牌熱門100金曲榜」第54名[1]
- 日本「NSK Awards 2014」最佳專輯歌曲[23]
- 日本「B-Pass」情人節最想聽的名曲排行第3名[24]
- 日本「OKMusic」關於巧克力的最好聽情人節歌曲第1名[25]

## 製作人員
- SU-METAL — 主唱
- YUIMETAL — 副唱
- MOAMETAL — 副唱
- KOBAMETAL（日语：KOBAMETAL） — 製作人
- MK-METAL — 作詞
- KxBxMETAL — 作詞
- TAKESHI UEDA — 作曲・編曲

## 外部連結
- 音樂錄影帶
  - YouTube上的BABYMETAL - ギミチョコ！！- Gimme chocolate!! (OFFICIAL)
- BABYMETAL - 給我巧克力!!歌詞 （页面存档备份，存于）